# Nesoenas duboisi
Nesoenas duboisi é uma espécie extinta de pombo que antigamente vivia na ilha da Reunião, parte do arquipélago das Mascarenhas. É conhecida a partir da descrição de um pombo vermelho-ferrugem de autoria do viajante Sieur Dubois em 1674, e um único úmero subfóssil que combina com o do pomba-rosada da ilha Maurício em características genéricas, com exceção de ser um pouco mais longo. Além disso, referência Dubois descreveu que a base do bico da ave era vermelha e os olhos cercados por um anel vermelho. Isso sugere que esta espécie foi intimamente ligada ao táxon de Maurício.